# Scaptodrosophila spathicola
Scaptodrosophila spathicola är en tvåvingeart som först beskrevs av Toyohi Okada och Carson 1980.  Scaptodrosophila spathicola ingår i släktet Scaptodrosophila och familjen daggflugor. Inga underarter finns listade i Catalogue of Life.